# Jean Mandel
Jean Mandel (* 20. September 1911 in Fürth; † 25. Dezember 1974 auf Schloss Höhenried in Bernried am Starnberger See) war Mitbegründer des Landesverbandes der Israelitischen Kultusgemeinden in Bayern und dessen Vizepräsident sowie erster Gemeindevorsitzender der Israelitischen Kultusgemeinde Fürth nach dem Zweiten Weltkrieg.

## Leben
Mandel wurde 1911 in Fürth geboren und besuchte dort die Israelitische Realschule. Nach dem Besuch der Sabel’schen Handelsschule in Nürnberg begann er eine kaufmännische Ausbildung in der Hopfengroßhandlung Gebrüder Schwarz in Nürnberg. Nach dem Abschluss der Ausbildung arbeitete er im elterlichen Betrieb, der Ersten Fürther Lumpensortieranstalt. Diese übernahm er zusammen mit seinem Bruder 1936. Das Geschäft wurde in der Reichspogromnacht zerstört.
Am 28. Oktober 1938 wurde Mandel im Rahmen der Polenaktion nach Polen deportiert, dort ließ er sich in Lemberg nieder. Im März 1939 kehrt er für zwei Monate nach Fürth zurück.
Während der Besetzung Polens tauchte Mandel zwischen 1941 und 1944 in verschiedenen Verstecken in Lemberg unter. 1944 befreite die Rote Armee Lemberg und internierte Mandel, da ihn die sowjetische Geheimpolizei für einen westlichen Spion hielt. Nach einem kurzen Aufenthalt im DP-Lager in Zettwitz kehrte Mandel im Sommer 1945 zum Wiederaufbau seiner Firma nach Fürth zurück. Neben Rabbiner David Spiro war er die treibende Kraft des Wiederaufbaus der Israelitischen Kultusgemeinde Fürth, deren Vorsitzender er bis zu seinem Tod blieb.
Mandel war zudem Gründungsmitglied der Gesellschaft für christlich-jüdische Zusammenarbeit in Nürnberg und ihr jüdischer Vorsitzender. Ab 1946 begründete er den Landesverband der Israelitischen Kultusgemeinden in Bayern und war dessen Vizepräsident. Zwischen 1957 und 1974 war er Vorsitzender des Landesausschusses.
Vom 1. Januar 1964 an bis zu seinem Tod war er Senator im Bayerischen Senat. Ab 1971 war Mandel Mitglied des Direktoriums des Zentralrats der Juden in Deutschland.

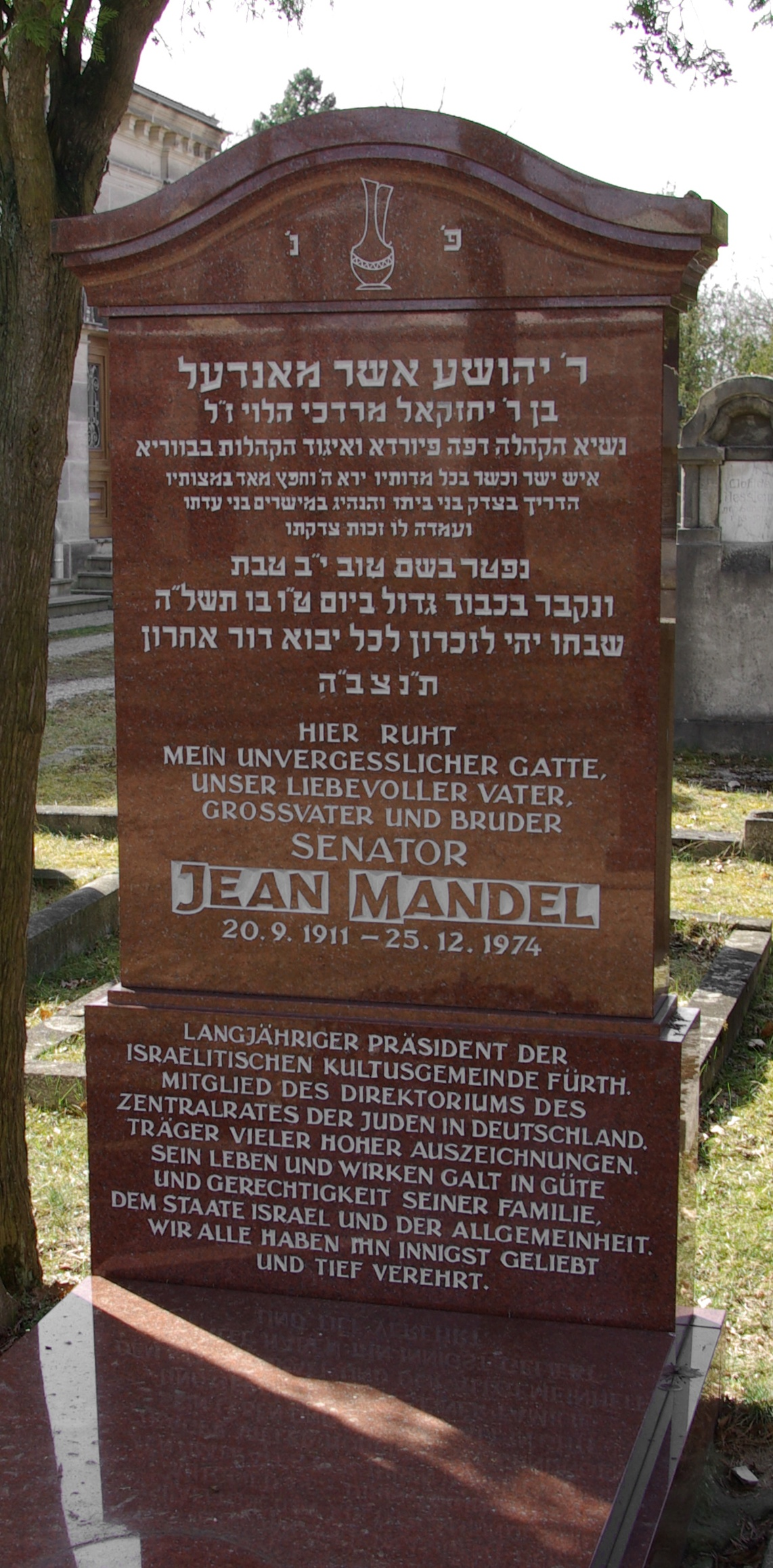
Grabmal von Jean Mandel im Neuen Jüdischen Friedhof in Fürth

In Fürth eskalierten Konflikte zwischen deutschen Juden und Osteuropäern nicht in dem Maße wie in anderen Jüdischen Gemeinden in Deutschland, dies wird vor allem Jean Mandel zugeschrieben, da er Sohn polnischer Einwanderer war.
Seit dem Tod von Spiro und Mandel in den 1970ern verlor die Gemeinde viele Mitglieder, da diese keine Perspektive für eine jüdische Lebensführung mehr sahen. Der Mitgliederschwund bedrohte die Jüdische Gemeinde beinahe in ihrer Existenz. Die Auflösung der Gemeinde wurde erst in den 1990ern durch den Zuzug von Zuwanderern aus der ehemaligen Sowjetunion abgewendet.
In seiner Jugend war Mandel begeisterter Fußballspieler bei der SpVgg Fürth. Dieses Hobby musste er nach dem Verlust eines Beins infolge eines Motorradunfalls aufgeben.

## Ehrungen
- Bundesverdienstkreuz 1. Klasse (3. September 1956)[3]
- Bayerischer Verdienstorden (1973)